# Haliptilon splendens
Haliptilon splendens N. G. Klochkova, 1996 é o nome botânico de uma espécie de algas vermelhas marinhas pluricelulares do gênero Haliptilon.

## Sinonímia
Não apresenta sinônimos.